# Efraín Ríos Montt
José Efraín Ríos Montt (Huehuetenango, 16 de junho de 1926 – Cidade da Guatemala, 1 de abril de 2018) foi um político e general que foi presidente da Guatemala de 23 de março de 1982 a 8 de agosto de 1983.

## Carreira
Ríos Montt foi presidente da Guatemala apoiado por um golpe militar e governou como ditador durante 18 meses aumentando a desigualdade social do país.
Durante a ditadura de Efraín Ríos Montt, na Guatemala, que durou de 23/03/1982 a 8//8/1983,cerca de 100 mil pessoas foram assassinadas ou desapareceram - entre elas, 2 mil maias ixil, representando 33% dessa etnia. 